# Tulácké báchorky
Tulácké báchorky (v anglickém originále Tall Tales) jsou 21. díl 12. řady (celkem 269.) amerického animovaného seriálu Simpsonovi. Scénář napsali John Frink, Don Payne, Bob Bendetson a Matt Selman a díl režíroval Bob Anderson. V USA měl premiéru dne 20. května 2001 na stanici Fox Broadcasting Company a v Česku byl poprvé vysílán 14. ledna 2003 na stanici ČT1.

## Děj
Když Simpsonovi vyhrají výlet do Delawaru, Homer odmítne zaplatit letištní taxu 5 dolarů za let. Poté, co Homer porušil zákon proti potřásání pěstí, naskočí rodina do nákladního vlaku, kde potká zpívajícího tuláka, jenž jim vypráví tři příběhy. 

### Příběh obra
Homer představuje Paula Bunyana, obra, který se rychle stává velkou přítěží pro místní měšťany, protože jim drtí domy a nenasytně pojídá všechno jídlo. Nakonec ho měšťané omámí a odvlečou ze svého města. Z osamělosti Bunyan vytesá z horského bloku kamene modrého vola, kterého nazve Babe a kterého oživí elektrickým proudem. Na svých cestách s Babeem vytvoří Homer několik pamětihodností. Bunyan později potká mladou ženu Marge, a přestože se ho zpočátku bojí, oba se do sebe zamilují. Když má na město brzy dopadnout meteorit, obyvatelé města Paula zavolají zpět, aby jim pomohl. Paul vyhoví a hodí meteorit směrem k Chicagu, čímž tam vyvolá požár. 
Poté, co tulák tento příběh vypráví, požádá Simpsonovy o umytí houbou jako kompenzaci. Znechucený Homer je nucen vyhovět, protože nikdo jiný to neudělá, přičemž tulákovi nevadí, že někdo uvidí jeho nahotu. 

### Příběh z divokého západu
Druhý tulákův příběh se točí kolem Lízy v roli Connie. Connie je součástí vlaku s povozy a všichni cestující střílejí a jedí bizony. Connie, která je proti této praxi, se je snaží vyzvat, aby přestali s vybíjením, jinak bizony vyhubí, což se setkává s velkým posměchem. Dělá si starosti, že nikdo nejí obnovitelný zdroj potravy, a najde pro pionýry několik jablek k jídlu, ti je však odmítnou. Nakonec si změní příjmení na Jadýrková a opustí svou rodinu, aby cestovala po Spojených státech a sázela semena jablek, kamkoli přijde. Mezitím si Simpsonovi změní příjmení na Bizonbijovi a podaří se jim zabít všechny bizony v zemi. Cestovatelé nakonec vyhladoví, a když už se chystají Homera kanibalizovat, vrátí se Connie a nabídne jim místo toho jablka. Přesvědčeni chutí jablek souhlasí s výměnou a Homera ušetří. 

### Příběh Toma Sawyera
Třetí tulácký příběh vypráví o Tomu Sawyerovi (Bart) a Huckleberrym Finnovi (Nelson). Tom je vzpurný potížista, zatímco Huck je rváč. Huck je přistižen, jak se drží za ruku s Becky (Líza) poté, co spadne na její zahradě z plotu, a je nucen jejím otcem Homerem, aby si ji vzal. Během obřadu si Huck vymění místo s prasetem a dá se s Tomem na útěk, přičemž odjíždí z Missouri do Missoury. Jsou však pronásledováni měšťany v čele s Beckyiným otcem a jejich rodinami. Huck a Tom prchají na říční člun, ale jsou vhozeni do řeky Mississippi a chyceni měšťany. Měšťané je odvedou zpět do města, kde je popraví a poté jejich těla uloží do rakví. 

### Závěr
Rodina dorazí do Delawaru a vystoupí z vlaku, ale tulák jim připomene, že mu dluží ještě jedno umytí. Homer se dobrovolně nabídne, že zůstane a udělá špinavou práci, a slíbí rodině, že ji dožene ve Wilmingtonu.

## Produkce
Dne 4. dubna 1999 se ve Spojených státech vysílaly Simpsonovské biblické příběhy. Epizoda, která obsahovala tři samostatné pasáže, v nichž Simpsonovi hrají různé postavy z Bible, byla napsána poté, co si společnost Fox vyžádala epizodu s biblickou tematikou, jež by se vysílala o Velikonocích. Štáb Simpsonových si psaní epizody užíval a diváci ji přijali vcelku kladně. Při navrhování příběhů pro dvanáctou řadu se autoři rozhodli vytvořit další epizodu založenou na třech částech, které se všechny týkají určitého tématu.
Tulácké báchorky napsali Matt Selman, John Frink, Don Payne a Bob Bendetson. Podle spoluvýkonného producenta Iana Maxtone-Grahama nápad na trilogii epizod založenou na vysokých příbězích předložili Frink a Payne. Úvod dílu napsal a vymyslel Selman, první pasáž napsali Frink a Payne a druhou a třetí část napsali Bendetson, respektive Selman.
Psaní částí pro díl se značně lišilo od běžných epizod; například na načrtnutí zápletky každé pasáže měli scenáristé pouze jeden den a na napsání první verze scénáře tři až čtyři dny, což je mnohem méně času, než scenáristé obvykle dostávají na epizodu. Přesto Selman uvedl, že práce na dílu byla pro scenáristy „velmi zábavná“. Při psaní třetí části Selman poslouchal Dobrodružství Huckleberryho Finna, Toma Sawyera v cizině a Detektiva Toma Sawyera na kazetě, aby „získal nějaký žargon“, který Mark Twain ve svých knihách používal. V knihách našel tolik neobvyklých slov, že sestavil jejich „obří“ seznam. „Chtěli jsme tam nacpat všechny (žargonové výrazy z knih), jak jen to šlo,“ řekl Selman v komentáři k epizodě na DVD.
Díl režíroval Bob Anderson a je to jedna z jeho nejoblíbenějších epizod, které režíroval. Protože se jednotlivé pasáže odehrávají na různých místech a v různých časových obdobích, museli animátoři vytvořit nové návrhy postav a pozadí. I když to dalo hodně práce, Anderson tvrdil, že práce na této epizodě byla „zábavná“.
V jedné scéně v epizodě drží Vočko obří pilulku, po které Homer usne – v jedné fázi výroby epizody mělo být na pilulce napsáno „Roofie“, ale nakonec byla odstraněna. Další scénou, která se během produkce změnila, byla scéna, ve které Homer používá Marginy vlasy, aby ho umyla na jejich rande. Poté, co vytáhne Marge vlasy z ucha, měly být její vlasy původně pokryty ušním mazem, ale to bylo odstraněno, když se animátoři podívali na storyboard epizody. Druhý příběh měl původně mnohem více záběrů zastřelených bizonů, ale některé byly změněny tak, že smrt byla mimo kameru.
Zpívajícího tuláka namluvil stálý dabér Hank Azaria, který v seriálu namluvil mimo jiné postavy Vočka a Komiksáka. Původně měl tuto roli ztvárnit kanadsko-americký herec a komik Jim Carrey, který o roli v jedné z epizod požádal. Protože byl Carrey zaneprázdněn jinými projekty a neměl čas nahrát žádné repliky, roli místo něj dostal Azaria, který podle Scullyho odvedl „skvělou práci“. Zatímco většinu písní pro tuláka napsal Frink, píseň, kterou tulák zpívá na začátku epizody, napsal výkonný producent a bývalý showrunner Mike Reiss. Dialog mezi Homerem a tulákem na konci epizody vymysleli Azaria a Dan Castellaneta, který v seriálu dabuje Homera.
Stejně jako mnoho dalších trilogických epizod, i Tulácké báchorky byly velmi dlouhé a štáb byl nucen některé scény vystřihnout, aby se vešel do maximální délky pořadu. Zkrácena byla i scéna, v níž se Homer poprvé setkává s Babeem; původně v ní měl Babe kopnout Homera do rozkroku poté, co Homer řekne, že ho bude „bičovat od úsvitu do soumraku“. Podobný vtip byl později použit v Simpsonových ve filmu. Poslední odstraněná scéna byla ze třetí části epizody. V ní by Lenny a Carl jedli bizoní maso, zatímco Carl mluví jako stereotypní indián.

## Kulturní odkazy
Tulácké báchorky byly popsány jako „zkreslené“ převyprávění starých příběhů. Na začátku epizody rodina vyhrává výlet do Delawaru. Jedná se o odkaz na konec dílu Cena smíchu, v němž Homer sleduje epizodu Simpsonových, ve které rodina navštíví Delaware.
První pasáž je založena na mytologickém dřevorubci Paulu Bunyanovi, který vyřezal z Modrých hor modrého vola Babea. Druhá část ukazuje Lízu jako Connie Jadýrkovou, ženskou verzi amerického průkopnického školkaře Johnnyho Appleseeda, jenž zavedl jabloně do velké části Ohia, Indiany a Illinois. „Tom a Huck“ představují Barta jako Toma Sawyera a Nelsona jako Huckleberryho Finna, což jsou postavy z románu Marka Twaina Dobrodružství Toma Sawyera z roku 1876. Navzdory názvu epizody jsou pouze první dva příběhy ve skutečnosti povídkami. Na to se v epizodě odkazuje, když Líza říká: „To není příhoda, to je kniha od Marka Twaina.“. 
V první části Paul Bunyan a Babe bojují s Rodanem, fiktivním japonským zmutovaným pterosaurem, který byl představen v tokusatsu filmu Rodan z roku 1956. Při házení plyšáků na Marge Bunyan omylem upustí vedle ní strážce. Když si Bunyan strážného všimne, zatahá ho za límec podobně jako americký komik Charles Nelson Reilly. Ve třetí pasáži je slyšet, jak doktor Dlaha zpívá píseň „Ol' Man River“ z roku 1927.

## Přijetí
Aby se zvýšila sledovanost, byly před touto epizodou odvysílány dva dříve odvysílané díly. V původním americkém vysílání 20. května 2001 získala epizoda podle agentury Nielsen Media Research rating 7,6, což znamenalo přibližně 7,8 milionu diváků. V týdnu od 14. do 20. května 2001 se epizoda umístila na 33. místě ve sledovanosti. 18. srpna 2009 byla epizoda vydána jako součást DVD s názvem The Simpsons: The Complete Twelfth Season. Na audiokomentáři k epizodě se podíleli Mike Scully, Ian Maxtone-Graham, John Frink, Don Payne, Carolyn Omineová, Matt Selman, Tom Gammill, Max Pross, Bob Anderson a Joel H. Cohen.
Od svého vydání na domácím videu získaly Tulácké báchorky od kritiků smíšené hodnocení. 
V recenzi The Simpsons: The Complete Twelfth Season se epizoda nelíbila Colinu Jacobsonovi z DVD Movie Guide. Tvrdil, že díl je podobný Simpsonovským biblickým příběhům z 10. řady v tom, že oba „působí trochu těžce roztomile a málo komediálně inspirativně“. Ačkoli některé části epizody považoval za zábavné, celkově ji shrnul jako nevýraznou.
Casey Burchby z DVD Talku díl označil za nejhorší epizodu řady. Stejně jako většina ostatních trilogických dílů, ani Tulácké báchorky podle Burchbyho „nefungovaly“, protože gagy byly buď nudné, nebo příliš vzdálené. Tvrdil také, že Tulácké báchorky a trilogické epizody obecně jsou záminkou pro scenáristy seriálu, aby nemuseli vymýšlet nové příběhy pro postavy. „Je pochopitelné, že po jedenácti letech může mít seriál problém nadále přicházet s originálním materiálem pro stejných pět postav, ale antologické epizody působí jako poněkud průhledný pokus vyhnout se této výzvě,“ napsal.
Naopak Mac MacEntire z DVD Verdictu tvrdil, že Tulácké báchorky patří k nejlepším epizodám řady. Napsal, že díl je „plný skvělých gagů“, včetně tulákova mytí houbou a Bartovy a Nelsonovy diskuze o „backtacku“ a „tackbacku“.